# Sangué (Sénégal)
Sangué (ou Sangue) est un village de l'Ouest du Sénégal.
Il fait partie de la communauté rurale de Notto, rattachée à l'arrondissement de Notto, au département de Thiès et à la région de Thiès.

## Population
En 2003 Sangué comptait 2 351 personnes et 268 ménages.

## Personnalités nées à Sangué
- Issa Laye Thiaw (1943-), historien, auteur et théologien
- Claude Sène (1969-), géographe, environnementaliste